# Lophoptera nigriplaga
Lophoptera nigriplaga är en fjärilsart som beskrevs av Warren. Lophoptera nigriplaga ingår i släktet Lophoptera och familjen nattflyn. Inga underarter finns listade i Catalogue of Life.